# Lunar: Eternal Blue
Lunar: Eternal Blue (ルナ エターナルブルー?, Runa Etānaru Burū) è un videogioco di ruolo alla giapponese sviluppato da Game Arts e Studio Alex per Sega CD come sequel di Lunar: The Silver Star.  Il gioco è stato originariamente pubblicato nel dicembre 1994 in Giappone, ed in seguito in America del Nord nel settembre 1995 dalla Working Designs. Eternal Blue è celebre non soltanto perché espande la trama ed il gameplay del suo predecessore, ma anche per il modo il cui sfrutta il potenziale dell'hardware Sega CD, rendendo la grafica più dettagliata, i filmati più lunghi ed elaborati e un uso maggiore del doppiaggio.
Il gioco è stato rifatto nel 1998 con il titolo Lunar 2: Eternal Blue Complete e con una trama ampliata.

## Trama
Ambientato mille anni dopo gli eventi di Silver Star Story, il gioco segue le avventure di Hiro, un giovane esploratore ed avventuriero che incontra Lucia, una visitatrice proveniente dalla lontanissima Stella Blu, e rimane coinvolto nella sua missione di fermare il malefico Zofar, un essere onnipotente che vuole distruggere il mondo. Durante il viaggio nel mondo di Lunar, ad Hiro e Lucia si unisce un cast di personaggi secondari in continua espansione, tra cui alcuni provenienti dal titolo precedente.

## Colonna sonora
Sigla di chiusura
- Eternal Blue ~Thoughts of Eternity~ interpretata da Chisa Yokoyama[2]